# Diljá Pétursdóttir
Diljá Pétursdóttir (Kópavogur, 15 december 2001) is een IJslandse zangeres.

## Biografie
Diljá raakte bekend in eigen land door in 2015 deel te nemen aan Ísland Got Talent. In 2020 verhuisde ze naar Kopenhagen om kinesitherapie te studeren.
Begin 2023 nam Diljá deel aan Söngvakeppnin, de IJslandse preselectie voor het Eurovisiesongfestival. Met het nummer Power won ze de finale, waardoor ze haar vaderland mocht vertegenwoordigen op het Eurovisiesongfestival 2023 in het Britse Liverpool. Daar kon ze de finale niet bereiken.
1986: ICY · 
1987: Halla Margrét · 
1988: Beathoven · 
1989: Daníel Ágúst · 
1990: Stjórnin · 
1991: Stefán & Eyfi · 
1992: Heart 2 Heart · 
1993: Inga · 
1994: Sigga · 
1995: Bo Halldórsson · 
1996: Anna Mjöll · 
1997: Paul Oscar · 
1999: Selma · 
2000: August & Telma · 
2001: Two Tricky · 
2003: Birgitta · 
2004: Jónsi · 
2005: Selma · 
2006: Silvia Night · 
2007: Eiríkur Hauksson · 
2008: Euroband · 
2009: Yohanna · 
2010: Hera Björk · 
2011: Sigurjón's Friends · 
2012: Gréta Salóme & Jónsi · 
2013: Eyþór Ingi Gunnlaugsson · 
2014: Pollapönk · 
2015: María Ólafsdóttir · 
2016: Gréta Salóme · 
2017: Svala · 
2018: Ari Ólafsson · 
2019: Hatari · 
2021: Daði & Gagnamagnið · 
2022: Systur · 
2023: Diljá · 
2024: Hera Björk · 
2025: Væb